# Bocoyna (kommun)
Bocoyna är en kommun i Mexiko.   Den ligger i delstaten Chihuahua, i den nordvästra delen av landet, 1 300 km nordväst om huvudstaden Mexico City.
Följande samhällen finns i Bocoyna:
- Creel
- Bocoyna
- Sojahuachi
- Rochivo
- Choguita
- Bahuinocachi
- Gasisuchi
- Ninguno
- Tallarachi
- Totori
- La Mesa del Ranchito
- Ranchería Guipítare
- Ocorochi
- Talayotes
- San Antonio